# Força de Defesa do Povo de Mianmar

Bandeira da Força de Defesa do Povo

A Força de Defesa do Povo ou Força de Defesa Popular (birmanês:  ပြည်သူ့ကာကွယ်ရေးတပ်မတော်; em inglês:  People's Defence Force) é o braço armado do Governo de Unidade Nacional, um órgão que afirma ser o governo legítimo de Mianmar. O braço armado foi formado em 5 de maio de 2021 em resposta ao golpe de Estado ocorrido em 1 de fevereiro de 2021 e à violência decorrente. A junta militar designou-a como organização terrorista em 8 de maio.
De acordo com o comunicado do Governo de Unidade Nacional, a Força de Defesa do Povo foi dividida em cinco divisões (divisões Norte, Sul, Central, Oriental e Ocidental), cada uma com pelo menos três brigadas. Cada brigada consiste em cinco batalhões, que são divididos em quatro companhias. Em 13 de julho de 2021, o ministro da defesa do Governo de Unidade Nacional, Yee Mon, afirmou que a força da milícia recém-formada deveria chegar a 8.000 até o final do mês.

## História
Yee Mon, o ministro da defesa do Governo de Unidade Nacional, anunciou em 16 de abril de 2021 que o órgão estabeleceria um braço armado que cooperaria com várias organizações étnicas para lançar uma revolução armada contra a junta. Em 5 de maio de 2021, o Governo de Unidade Nacional anunciou a formação da Força de Defesa do Povo como "precursora das Forças Armadas Federais". Também afirmou que a Força de Defesa do Povo foi formada em resposta à violência que está acontecendo em todo o país. Em 28 de maio de 2021, o Governo de Unidade Nacional divulgou um vídeo da cerimônia de graduação da Força de Defesa do Povo, anunciando que o braço armado estava pronto para desafiar as forças da junta militar.